# Orani João Tempesta
Orani João Tempesta (São José do Rio Pardo, 23 giugno 1950) è un cardinale e arcivescovo cattolico brasiliano, dal 27 febbraio 2009 arcivescovo metropolita di Rio de Janeiro.

## Biografia
È il figlio più giovane dell'emigrato italiano Achille Tempesta, originario di Ville Grotti di Cittaducale., e della brasiliana Maria de Oliveira
Nato a São José do Rio Pardo il 23 giugno 1950, emette la professione religiosa nell'Ordine cistercense il 2 febbraio 1969. Viene ordinato diacono nel 1973 e sacerdote nel 1974, in entrambe le occasioni dal vescovo Tomás Vaquero.
Dal 1984 è priore del monastero cistercense São Bernardo di São José do Rio Pardo e, con l'elevazione del medesimo monastero in abbazia, diventa primo abate.
Il 26 febbraio 1997 è eletto vescovo di Rio Preto. Riceve la consacrazione episcopale il 25 aprile 1997 da monsignor José de Aquino Pereira (vescovo emerito della diocesi), co-consacranti i vescovi Dadeus Grings (vescovo di São João da Boa Vista) e Luís Gonzaga Bergonzini (vescovo di Guarulhos).
Dal 24 marzo 1999 al 31 luglio 2002 è amministratore apostolico dell'abbazia di Claraval, per la quale accompagna il cammino verso la soppressione della territorialità.
Il 13 ottobre 2004 è eletto arcivescovo di Belém do Pará.
Il 27 febbraio 2009 papa Benedetto XVI lo nomina arcivescovo di Rio de Janeiro; succede al cardinale Eusébio Oscar Scheid, dimessosi per raggiunti limiti di età. Prende possesso dell'arcidiocesi il 19 aprile.
Riceve papa Francesco in occasione del suo viaggio apostolico in Brasile per la GMG di Rio de Janeiro. Il 12 gennaio 2014 papa Francesco ne annuncia la creazione a cardinale nel concistoro del 22 febbraio seguente; riceve il titolo presbiterale di Santa Maria Madre della Provvidenza a Monte Verde, del quale prende possesso il 12 aprile 2014.
Dal 10 marzo 2021 è membro della Pontificia commissione per l'America Latina.
Il 7 e 8 maggio 2025 ha partecipato come cardinale elettore al conclave che ha portato all'elezione di papa Leone XIV.

## Genealogia episcopale e successione apostolica
La genealogia episcopale è:
- Cardinale Scipione Rebiba
- Cardinale Giulio Antonio Santori
- Cardinale Girolamo Bernerio, O.P.
- Arcivescovo Galeazzo Sanvitale
- Cardinale Ludovico Ludovisi
- Cardinale Luigi Caetani
- Cardinale Ulderico Carpegna
- Cardinale Paluzzo Paluzzi Altieri degli Albertoni
- Papa Benedetto XIII
- Papa Benedetto XIV
- Papa Clemente XIII
- Cardinale Bernardino Giraud
- Cardinale Alessandro Mattei
- Cardinale Pietro Francesco Galleffi
- Cardinale Giacomo Filippo Fransoni
- Cardinale Carlo Sacconi
- Cardinale Edward Henry Howard
- Cardinale Mariano Rampolla del Tindaro
- Cardinale Rafael Merry del Val
- Arcivescovo Duarte Leopoldo e Silva
- Arcivescovo Paulo de Tarso Campos
- Vescovo Ruy Serra
- Vescovo José de Aquino Pereira
- Cardinale Orani João Tempesta, O.Cist.

La successione apostolica è:
- Vescovo Edmilson Amador Caetano, O.Cist. (2008)
- Vescovo Pedro Cunha Cruz (2011)
- Vescovo Nelson Francelino Ferreira (2011)
- Cardinale Paulo Cezar Costa (2011)
- Vescovo Luiz Henrique da Silva Brito (2012)
- Vescovo Roque Costa Souza (2012)
- Vescovo Joel Portella Amado (2017)
- Vescovo Paulo Alves Romão (2017)
- Vescovo Juarez Delorto Secco (2017)
- Vescovo Paulo Celso Dias do Nascimento (2018)
- Vescovo Zdzisław Stanisław Błaszczyk (2020)
- Vescovo Célio da Silveira Calixto Filho (2020)
- Vescovo Antônio Luiz Catelan Ferreira (2022)
- Vescovo José Maria Pereira (2025)